# Ole Munch Ræder
Ole Munch Ræder, född 3 maj 1815 i Kongsvinger, död 10 mars 1895 i Kristiania, var en norsk jurist. Han var bror till Johan Georg, Nicolai Ditlev Ammon och Hans Jacob Theodor Wilhelm Ræder.
Ræder blev juris kandidat 1839, inträdde 1840 i departementaltjänst och blev 1850 expeditionssekreterare i sjöförsvarsdepartementet, varjämte han bedrev vetenskapliga studier. Hans bok Den norske statsforfatnings historie og væsen (1841) avsåg, som han själv sade, att "påverka den offentliga meningen i Danmark i syfte att få absolutismen avskaffad" och väckte stor uppmärksamhet hos hans samtid. 
Åren 1842–44 och 1846–49 studerade Ræder med statsunderstöd juryväsendet i Europa och USA samt författade sedan sitt huvudverk, Juryinstitutionen i Storbritannien, Canada og de Forenede stater af Amerika (tre band, 1850–52). År 1893 utgav han Unionen og egen udenrigsminister. Han hade 1861 övergått till den svensk-norska konsulatbanan som konsul på Malta, 1869–71 var han konstituerad generalkonsul i Alexandria, 1871–74 åter på Malta, varifrån han 1874 förflyttades som generalkonsul till Hamburg. År 1891 tog han avsked och återvände till Norge.